# Bäverträsk
Bäverträsk (sydsamiska: Mïetskejaevrie) är en by i Lycksele kommun som ligger cirka 2 mil väster om Lycksele efter Vilhelminavägen. Byn är ovanlig på det sättet att ingen affär byggdes, men däremot en skolbyggnad. Byn kom till ca 1760-talet. Bäverträsk hade fram till 1980-talets mitt en serpentinväg liknande i alperna i byn. 2009 fanns 14 bofasta över 16 år.